# Nofalia
Nofalia ou Naufalia (em árabe: النوفلية; romaniz.: Nawfalīyah) é uma cidade no deserto no distrito de Sirte na Líbia.
Em fevereiro de 2015, a cidade foi tomada pelo Estado Islâmico do Iraque e do Levante. Um comboio de 40 veículos fortemente armados chegaram de Sirte e ordenaram aos moradores de Nofaliya que se "arrependessem" e jurassem lealdade a Abu Bakr al-Baghdadi. Os combatentes designaram Ali Al-Qarqaa como emir da cidade.